# Верхний Нольдур
Верхний Нольдур (мар. Кӱшыл Нольдӱр) — деревня в Куженерском районе Республики Марий Эл. Входит в состав Юледурского сельского поселения.

## География
Находится в северо-восточной части республики Марий Эл на расстоянии приблизительно 17 км на восток-северо-восток от районного центра посёлка Куженер.

## История
Известна с 1859 года, когда в ней было 28 дворов и 232 жителя. В 1874 году в деревне было 2 русских и 43 марийских двора, в ней проживало 215 человек. В 1933 году в деревне проживало 284 человека. В 1943 году в деревне был 51 двор, проживало 209 человек. В 1949 году в деревне стало 58 дворов, население — 235 человек. В советское время работал колхоз «Пеледыш».

## Население
Население составляло 175 человек (мари 100 %) в 2002 году, 169 в 2010.